# Sven Strauß
Sven Strauß (* 1974 in Sangerhausen) ist ein deutscher Politiker der SPD. Er war von 2017 bis zum 1. August 2024 Oberbürgermeister der sachsen-anhaltischen Stadt Sangerhausen.

## Leben
Strauß besuchte von 1981 bis 1991 die polytechnische Oberschule „Ernst Thälmann“ in Sangerhausen. Nach seinem Abitur 1994 am Fachgymnasium für Wirtschaft war er ein Jahr lang Grundwehrdienstleistender. Von 1995 bis zur Wahl als Bürgermeister war er bei der Bundesagentur für Arbeit tätig, zwischen 1995 und 1998 studierte er an der Fachhochschule des Bundes für öffentliche Verwaltung in Mannheim. Von 2016 bis 2017 war er stellvertretender Vorsitzender des Hauptpersonalrates der Agentur für Arbeit in Nürnberg.
Er war zwischen 2010 und 2017 Landesvorsitzender der Gewerkschaft Arbeit und Soziales, von 2014 bis 2017 außerdem Mitglied des Landeshauptvorstandes des dbb sachsen-anhalt.
Strauß ist verheiratet und hat zwei Kinder.

## Politik
Strauß trat 2015 der SPD bei. Seit 2017 ist er stellvertretender Vorsitzender des SPD-Ortsvereins Sangerhausen, seit 2018 stellvertretender Vorsitzender des SPD-Kreisverbandes des Landkreises Mansfeld-Südharz. Seit 2019 sitzt er zudem in dessen Kreistag. Bei der Wahl zum Bürgermeister 2017 wurde Strauß bei einer Stichwahl zum neuen Bürgermeister seiner Heimatstadt gewählt. Zur Wiederwahl 2024 trat er nicht erneut an. Neuer Bürgermeister von Sangerhausen wurde am 1. August 2024 Torsten Schweiger.
Seit 2022 gehört er dem Landesvorstand der SPD-Sachsen-Anhalt an.